# Pacew
Pacew (prononciation : [ˈpat͡sɛf]) est un village polonais de la gmina de Promna dans le powiat de Białobrzegi de la voïvodie de Mazovie dans le centre-est de la Pologne.

## Description
Il se situe à environ 5 kilomètres à l'ouest de Promna (siège de la gmina), 5 kilomètres au nord-ouest de Białobrzegi (siège du powiat) et à 62 kilomètres au sud de Varsovie (capitale de la Pologne).

## Histoire
De 1975 à 1998, le village appartenait administrativement à la voïvodie de Radom.